# Comuna Sadkî, Starobilsk
Sadkî (în ucraineană Садки) este o comună în raionul Starobilsk, regiunea Luhansk, Ucraina, formată din satele Antonivka, Lozove, Sadkî (reședința) și Zahidne.

## Demografie
Componența lingvistică a comunei Sadkî
     Ucraineană (94,2%)
     Rusă (5,48%)
     Alte limbi (0,16%)
Conform recensământului din 2001, majoritatea populației comunei Sadkî era vorbitoare de ucraineană (94,2%), existând în minoritate și vorbitori de rusă (5,48%).